# 平安寺 (岐阜県池田町)
洞海山平安寺(へいあんじ)は、岐阜県揖斐郡池田町にある臨済宗妙心寺派の寺院で、西美濃三十三霊場10番札所である。

## 縁起
平安時代末期の応徳年間に白河法皇が谷汲山華厳寺参詣の帰途に病を得たが、弓削寺で湯治をして快癒した。その謝恩のために大般若経を弓削寺に奉納し、それを納める平安殿を建立したのが当寺の濫觴であるとされる。平安寺と共に創建時は天台宗であったが後に衰微した。
江戸時代の万治元年(1658年)に快伝和尚が再建し、臨済宗妙心寺派に改めて中興して現在に至る。寛文7年(1667年)には大垣藩主戸田氏信より黒印状を付されている。江戸時代末期に近在の秋葉神社に建てられていた二重の塔を境内に移している。

## その他
明治時代から大正時代にかけての住職、東海文益は菊花の栽培の名手として知られた。

## 最寄りの駅
- 揖斐駅